# Лейкопластир (фільм)
Лейкопластир (англ. Court Plaster) — американська короткометражна кінокомедія режисера Гілберта Претта 1924 року.

## У ролях
- Ніл Барнс — Нуллан Войд
- Моллі Мелоун
- Джек Даффі
- Джордж С. Пірс — доктор Браш
- Біллі Бек
- Вільям Блейсделл
- Люсіль Кінг
- Бадд Файн